# Saille
Sailleは2009年で結成されたベルギーのシンフォニックブラックメタルバンドである。Sailleは古代アイルランドのオガム文字から由来し、ヤナギと意味する。
ブラックメタルの影響のだが、クリーンボイスまたはチェロ、ヴァイオリン、コルネット、トロンボーン、ユーフォニアムなどのクラシック音楽の楽器を取り入れるのが特徴。

## 略歴

### Irreversible Decay (2011)
2009年末 – 年末に1st アルバム『Irreversible Decay』の録音が開始するが、クラシック音楽の演奏者の参加によって数か月もかかり、2010年9月に完成。

2011年１月 – ライブ活動を開始。評判が高く、全国に出演のチャンスが増える。

2011年3月 – イタリアのレーベル「Code666 Records」と契約し、『Irreversible Decay』を3月4日にリリース。PV『Plaigh Allais』は同時に公開。

2011年11月 – Jonathan Vanderwalはボーカルとしてフロントマンの役に慣れず脱退。Dennis Grondelaersが代わりに加入。

2012年6月- 1stアルバムのプロモーションとして行ったライブの最後にベルギーの最大メタルフェスティバル「Grasspop Metal Meeting」に出場。12月はオランダのフェスティバル「Eindhoven Metal Meeting (EMM)」での出演でプロレベルバンドの市場への進出への足がかりを作った。

### Ritu (2013)
2012年7月 – 2nd アルバム『Ritu』の録音が開始。古代文化の葬式、そしてラヴクラフト神話のクトゥルフに興味を持つDennieで、1stの雰囲気より更に暗い曲を作曲。今回もフリューゲルホルン、チェロ、ヴァイオリン、テルミン、チューバ、トロンボーンなどのクラシック音楽の楽器を取り入れる。レコーディングに入る前に、脱退したYves Callaertは今回ギタリストとして戻る。

2012年9月- Mayhem、Emperor、Arcturus、Limbonic Art、Ulver、Vreidなどとのコラボレーションで有名なTom Kvålsvoll (Strype Audio) がアルバムをマスタリング。

2013年1 – 18日に2ndアルバム『Ritu』のリリースと共にブラックメタルバンドNegura Bungetと初ツアーが開催。その後はベルギーとオランダでTextures、Von、Winterfylleth、The Monolith Death Cultと共演した。

2013年6月 – PV『Blood Libel』が公開。

2013年9月 – 2012年「Grasspop Metal Meeting」の出場より友達となった英国のWinterfyllethとUKツアーが決定。この度に、2つのバンドで活動できなかったドラムのGert Mondenは脱退し、その代わりにKevin De Leenerが加入。

2013年11月 – Graspopで撮ったライブ映像PV「Tephra」が公開。

2013年末 –　デンマーク・コペンハーゲンに行った「Black Winter Fest」にヘッドライナーとして出場が2013年最終の出場となる。

## メンバー

### 現在のメンバー
- Dennie Grondelaers – ボーカル (2011年12月 - )
- Reinier Schenk – ギター (2009年9月 – )
- Jonathan Vanderwal – ギター (2012年 – )（2009年 - 2011年はボーカルとして）
- Dries Gaerdelen – キーボード (2009年6月 – )
- Kevin De Leener – ドラム (2013年9月 – )
- Kristof Van Iseghem – ベース (2014年10月 – )

### 元メンバー
- Yves Callaert - ギター (2010年10月 – 2011年8月)
- Gert Monden – ドラム (2009年9月 – 2013年9月)
- Didier Vancampo – ベース (2010年10月 – 2014年8月)

## ディスコグラフィー
- 2011年 'Irreversible Decay' - Code666 Records
- 2013年 'Ritu' - Code666 Records
- 2014年 'Eldritch' - Code666 Records

## 外部サイト
- Official Website
- YouTube channel
- Facebook
- MySpace
- Twitter
- Reverbnation
- Last.fm
- Spotify
- Deezer
- iTunes